# Houry Gebeshian
 (août 2018).
Si vous disposez d'ouvrages ou d'articles de référence ou si vous connaissez des sites web de qualité traitant du thème abordé ici, merci de compléter l'article en donnant les références utiles à sa vérifiabilité et en les liant à la section « Notes et références ».
Houry Gebeshian (née le 27 juillet 1989) est une gymnaste arméno-américaine ayant représenté l'Arménie lors des Championnats du monde de gymnastique artistique en 2011, des Championnats d'Europe de gymnastique artistique en 2015 et des Jeux olympiques d'été de 2016. Elle a été membre de l'équipe des Hawkeyes de l'Iowa de 2008 à 2011.

## Jeunesse
Gebeshian est née le 27 juillet 1989 à Cambridge dans le Massachusetts. Ses parents se nomment Christine Abrahamian et Hagop Gebeshian. Houry Gebeshian obtient son diplôme au lycée de Newton North en 2007.
Gebeshian est diplômée de l'Université de l'Iowa en 2011, avec une licence dans la formation sportive. En 2012, elle s'inscrit à Wake Forest School of Medicine où elle obtient en 2014 une maîtrise en science médicale. Aujourd'hui, elle officie en tant que qu'assistante médicale à la Clinique de Cleveland dans l'Ohio.
Gebeshian est actuellement fiancée au Dr Duane Ehredt Jr, chirurgien orthopédique et Professeur Adjoint de la Chirurgie Podiatrique et de la Biomécanique à la Kent State University College of Podiatric Medicine.
Elle a conservé la double nationalité américaine et arménienne.

## Carrière

### 2008-2011: Carrière universitaire
Houry commence la compétition pour l'équipe Iowa Hawkeyes durant la saison 2008. Elle travaille sur des barres et poutres stables, prenant part à chacune des rencontres sportives de la saison régulière. L'année suivante, en 2009, Gebeshian se caractérise par sa constante et sa polyvalence. Elle participe à chacune des épreuves des différentes compétitions de gymnastique. Elle est championne des Big-10 en 2010 dans la catégorie junior, avec un score de 9.950. En 2011, lors de sa dernière saison avec l'équipe Iowa Hawkeyes, Houry Gebeshian se présente aux Championnats féminins de Gymnastique de la NCAA comme une athlète polyvalente.

### De 2011 jusqu'à nos jours: carrière Internationale pour l'Arménie
Dans un article paru dans l'International Gymnast Magazine, Gebeshian indique : « elle décide de concourir pour l'Arménie, lorsque sa mère lui dit qu'en tant qu'arménienne de naissance, elle peut obtenir la double nationalité et représenter l'Arménie aux Jeux Olympiques, si elle le souhaite ». La mère de Houry contacte à cet effet le parent d'un autre gymnaste qui s'entraîne dans la même salle de gym que sa fille. Celui-ci se présente comme un agent de liaison avec l'Arménie et énonce les possibilités pour Gebeshian en tant qu'originaire d'Arménie afin qu'elle représente le pays aux Jeux Olympiques. La famille de Houry Gebeshian l'aide à financer sa participation pour les Championnats du monde de gymnastique artistique en octobre 2011, à Tokyo, au Japon. Elle participe à l'événement en terminant avec un score de 45.899, et en classant 128e.